# Riitta Arnold-Schäublin
Riitta Arnold-Schäublin, geb. Schäublin (* 7. September 1982 in Basel), ist eine ehemalige Schweizer Eishockeytorhüterin. Sie spielte in den Jahren 2001–2003 beim EHC Zunzgen-Sissach als erste Frau in der schweizerischen 1. Liga der Männer (damals dritthöchste Spielklasse) und teilte sich den Platz als Stammtorhüterin. Später spielte sie unter Shannon Miller bei den University of Minnesota Bulldogs in der WCHA und NCAA (2003–2007) und erreichte als erste Schweizer Eishockeyspielerin All-American-Honors in der NCAA. Sie war die erste nicht nordamerikanische Patty-Kazmaier-Top-3-Finalistin (2006). Heute ist sie als Kommunalpolitikerin im Kanton Zug aktiv.

## Karriere

### Vereine
Riitta Schäublin spielte in ihrer Jugend als Torhüterin in der Meisterschaft der Knaben in der Nachwuchsabteilung des EHC Olten. Parallel dazu bestritt sie auch die Meisterschaft der Frauen. Sie wurde mit dem SC Reinach 2001 Schweizer Meister bei den Frauen und stieg im gleichen Jahr mit der Frauen-Nationalmannschaft in die A-Gruppe auf.
In der Saison 2001/02 spielte sie im Alter von 19 Jahren beim EHC Zunzgen-Sissach in der Schweizer 1. Liga der Männer als Stammtorhüterin zusammen mit Simon Roth. Ihr Verein musste zu diesem Zweck eine entsprechende Regeländerung beim Schweizer Eishockeyverband erwirken. 2001 bestritt Schäublin als erste Frau überhaupt ein Spiel in der 1. Liga. In der Saison 2002/03 musste sie aufgrund verschiedener Frakturen mehrheitlich aussetzen. Sie ist eine der wenigen Frauen, die im Männereishockey Fuss fassten.
In den Jahren 2003–2007 spielte sie für die University of Minnesota-Duluth in der damals höchsten Spielklasse der Frauen in den USA und erreichte in der Saison 2006/07 den NCAA-Vizemeistertitel. In der Saison 2006/07 war sie Captain ihres Teams. Sie war die erste nicht nordamerikanische Top-3-Finalistin für den Patty Kazmaier Award, die Auszeichnung für die Eishockeyspielerin des Jahres und die höchste individuelle Auszeichnung im nordamerikanischen College-Fraueneishockey. Sie ist All-American (2006) und wurde 2005 und 2006 als Torhüterin ins WCHA-FirstAll-Star-Team aufgenommen. 2006 sowie 2007 wurde Riitta Schäublin von der Western Collegiate Hockey Association jeweils als Outstanding Student Athlete of the Year ausgezeichnet.
Schäublin liess ihre Karriere in der finnischen Naisten SM-sarja bei den JYP Hockey Cats ausklingen.

### Nationalmannschaft
Von 2001 bis 2004 spielte sie in der Schweizer Eishockeynationalmannschaft der Frauen. Im Jahr 2007 bestritt sie Vorbereitungscamps mit der finnischen Eishockeynationalmannschaft der Frauen. Sie musste ihre Karriere vor Ende der Saison 2007/08 aus gesundheitlichen Gründen beenden.

## Persönliches
Schäublin hat fünf Brüder. Ihre Mutter stammt aus Finnland. Sie studierte an der Universität Basel, in den Vereinigten Staaten an der University of Minnesota Duluth und in Finnland an der Jyväskylän yliopisto Mathematik. Sie beendete ihr Studium 2008 mit einem Master of Science der University of Minnesota. Heute arbeitet sie als Eltern-Coach für Bedürfnisorientierte Begleitung und engagiert sich als Kommunalpolitikerin für die Grünliberale Partei.

## Erfolge
- 2007 Vizemeistertitel NCAA (USA)
- 2007 WCHA Student Athlete of the Year
- 2006 Nominiert für den Patty Kazmaier Award, Top-3-Finalistin
- 2006 All-American First Team
- 2006 All-WCHA First Team
- 2006 WCHA Student Athlete of the Year
- 2005 All-WCHA First Team
- 2001–2003 erste Frau in der Schweizer 1. Liga (Männer)
- 2001 Schweizer Meister mit dem SC Reinach